# Europees kampioenschap voetbal onder 16 - 1995 (kwalificatie)
Het kwalificatietoernooi voor het Europees kampioenschap voetbal onder 16 voor mannen 1995 was een toernooi dat duurde van 1 september 1994 en 11 maart 1995. Dit toernooi zou bepalen welke 15 landen zich kwalificeerden voor het Europees kampioenschap voetbal mannen onder 16 van 1995. Aanvankelijk zouden 45 landen meedoen, maar Joegoslavië trok zich na de loting terug uit het toernooi.
België hoefde niet aan dit toernooi mee te doen, omdat dit land als gastland direct gekwalificeerd is voor het hoofdtoernooi.

## Gekwalificeerde landen
| Land       | Gekwalificeerd als           | Aantal deelnames |
| ---------- | ---------------------------- | ---------------- |
| België     | Gastland                     | 5e               |
| Frankrijk  | Winnaar kwalificatiegroep 1  | 10e              |
| Zweden     | Winnaar kwalificatiegroep 2  | 6e               |
| Schotland  | Winnaar kwalificatiegroep 3  | 7e               |
| Spanje     | Winnaar kwalificatiegroep 4  | 10e              |
| Tsjechië   | Winnaar kwalificatiegroep 5  | Debuut           |
| Polen      | Winnaar kwalificatiegroep 6  | 4e               |
| Oostenrijk | Winnaar kwalificatiegroep 7  | 7e               |
| Slowakije  | Winnaar kwalificatiegroep 8  | Debuut           |
| Slovenië   | Winnaar kwalificatiegroep 9  | Debuut           |
| Duitsland  | Winnaar kwalificatiegroep 10 | 10e              |
| Noorwegen  | Winnaar kwalificatiegroep 11 | 6e               |
| Engeland   | Winnaar kwalificatiegroep 12 | 4e               |
| Turkije    | Winnaar kwalificatiegroep 13 | 6e               |
| Portugal   | Winnaar kwalificatiegroep 14 | 11e              |
| Italië     | Winnaar kwalificatiegroep 15 | 8e               |

## Kwalificatieronde

### Groep 1
De wedstrijden werden gespeeld tussen 27 en 31 oktober 1994 in Luxemburg.
| Pos | Team          | Wed | W | G | V | Ptn | DV | DT | +/− | Kwalificatie                      |   | FRA | NIR | LUX |
| --- | ------------- | --- | - | - | - | --- | -- | -- | --- | --------------------------------- | - | --- | --- | --- |
| 1   | Frankrijk     | 2   | 2 | 0 | 0 | 6   | 5  | 0  | +5  | Geplaatst voor het hoofdtoernooi. |   | —   | 4–0 | 1–0 |
| 2   | Noord-Ierland | 2   | 1 | 0 | 1 | 3   | 1  | 4  | −3  |                                   |   | —   | —   | 1–0 |
| 3   | Luxemburg     | 2   | 0 | 0 | 2 | 0   | 0  | 2  | −2  |                                   | — | —   | —   |     |

### Groep 2
De wedstrijden werden gespeeld tussen 20 en 24 september 1994 in Denemarken.
| Pos | Team       | Wed | W | G | V | Ptn | DV | DT | +/− | Kwalificatie                      |   | SWE | DEN | IRL |
| --- | ---------- | --- | - | - | - | --- | -- | -- | --- | --------------------------------- | - | --- | --- | --- |
| 1   | Zweden     | 2   | 2 | 0 | 0 | 6   | 4  | 0  | +4  | Geplaatst voor het hoofdtoernooi. |   | —   | 2–0 | 2–0 |
| 2   | Denemarken | 2   | 1 | 0 | 1 | 3   | 2  | 3  | −1  |                                   |   | —   | —   | 2–1 |
| 3   | Ierland    | 2   | 0 | 0 | 2 | 0   | 1  | 4  | −3  |                                   | — | —   | —   |     |

### Groep 3
De wedstrijden werden gespeeld tussen 1 september en 31 oktober 1994.
| Pos | Team      | Wed | W | G | V | Ptn | DV | DT | +/− | Kwalificatie                      |     | SCO | FIN | ISL |
| --- | --------- | --- | - | - | - | --- | -- | -- | --- | --------------------------------- | --- | --- | --- | --- |
| 1   | Schotland | 4   | 3 | 1 | 0 | 10  | 8  | 2  | +6  | Geplaatst voor het hoofdtoernooi. |     | —   | 3–2 | 4–0 |
| 2   | Finland   | 4   | 2 | 0 | 2 | 6   | 5  | 4  | +1  |                                   |     | 0–1 | —   | 1–0 |
| 3   | IJsland   | 4   | 0 | 1 | 3 | 1   | 0  | 7  | −7  |                                   | 0–0 | 0–2 | —   |     |

### Groep 4
De wedstrijden werden gespeeld tussen 6 en 10 december 1994 in Spanje.
| Pos | Team    | Wed | W | G | V | Ptn | DV | DT | +/− | Kwalificatie                      |   | ESP | CRO | LAT |
| --- | ------- | --- | - | - | - | --- | -- | -- | --- | --------------------------------- | - | --- | --- | --- |
| 1   | Spanje  | 2   | 2 | 0 | 0 | 6   | 3  | 0  | +3  | Geplaatst voor het hoofdtoernooi. |   | —   | 1–0 | 2–0 |
| 2   | Kroatië | 2   | 1 | 0 | 1 | 3   | 3  | 1  | +2  |                                   |   | —   | —   | 3–0 |
| 3   | Letland | 2   | 0 | 0 | 2 | 0   | 0  | 5  | −5  |                                   | — | —   | —   |     |

### Groep 5
De wedstrijden werden gespeeld tussen 18 en 22 oktober in Tsjechië.
| Pos | Team     | Wed | W | G | V | Ptn | DV | DT | +/− | Kwalificatie                      |   | CZE | MLT | EST  |
| --- | -------- | --- | - | - | - | --- | -- | -- | --- | --------------------------------- | - | --- | --- | ---- |
| 1   | Tsjechië | 2   | 2 | 0 | 0 | 6   | 16 | 0  | +16 | Geplaatst voor het hoofdtoernooi. |   | —   | 6–0 | 10–0 |
| 2   | Malta    | 2   | 1 | 0 | 1 | 3   | 2  | 6  | −4  |                                   |   | —   | —   | 2–0  |
| 3   | Estland  | 2   | 0 | 0 | 2 | 0   | 0  | 12 | −12 |                                   | — | —   | —   |      |

### Groep 6
De wedstrijden werden gespeeld tussen 12 oktober en 2 november 1994.
| Pos | Team        | Wed | W | G | V | Ptn | DV | DT | +/− | Kwalificatie                      |  | POL | SUI | YUG |
| --- | ----------- | --- | - | - | - | --- | -- | -- | --- | --------------------------------- |  | --- | --- | --- |
| 1   | Polen       | 2   | 1 | 0 | 1 | 3   | 3  | 3  | 0   | Geplaatst voor het hoofdtoernooi. |  | —   | 2–0 | X   |
| 2   | Zwitserland | 2   | 1 | 0 | 1 | 3   | 3  | 3  | 0   |                                   |  | 3–1 | —   | X   |
| 3   | Joegoslavië | 0   | 0 | 0 | 0 | 0   | 0  | 0  | 0   | Teruggetrokken uit het toernooi.  |  | X   | X   | —   |

### Groep 7
De wedstrijden werden gespeeld tussen 5 en 9 oktober 1994 in Oostenrijk.
| Pos | Team       | Wed | W | G | V | Ptn | DV | DT | +/− | Kwalificatie                      |   | AUT | MDA | ALB |
| --- | ---------- | --- | - | - | - | --- | -- | -- | --- | --------------------------------- | - | --- | --- | --- |
| 1   | Oostenrijk | 2   | 1 | 1 | 0 | 4   | 5  | 1  | +4  | Geplaatst voor het hoofdtoernooi. |   | —   | 1–1 | 4–0 |
| 2   | Moldavië   | 2   | 1 | 1 | 0 | 4   | 4  | 1  | +3  |                                   |   | —   | —   | 3–0 |
| 3   | Albanië    | 2   | 0 | 0 | 2 | 0   | 0  | 7  | −7  |                                   | — | —   | —   |     |

### Groep 8
De wedstrijden werden gespeeld tussen 28 februari en 4 maart 1995 in Cyprus.
| Pos | Team         | Wed | W | G | V | Ptn | DV | DT | +/− | Kwalificatie                      |   | SVK | CYP | AZE |
| --- | ------------ | --- | - | - | - | --- | -- | -- | --- | --------------------------------- | - | --- | --- | --- |
| 1   | Slowakije    | 2   | 2 | 0 | 0 | 6   | 3  | 0  | +3  | Geplaatst voor het hoofdtoernooi. |   | —   | 1–0 | 2–0 |
| 2   | Cyprus       | 2   | 1 | 0 | 1 | 3   | 2  | 1  | +1  |                                   |   | —   | —   | 2–0 |
| 3   | Azerbeidzjan | 2   | 0 | 0 | 2 | 0   | 0  | 4  | −4  |                                   | — | —   | —   |     |

### Groep 9
De wedstrijden werden gespeeld tussen 19 en 23 september 1994 in Slovenië.
| Pos | Team     | Wed | W | G | V | Ptn | DV | DT | +/− | Kwalificatie                      |   | SLO | GEO | ARM |
| --- | -------- | --- | - | - | - | --- | -- | -- | --- | --------------------------------- | - | --- | --- | --- |
| 1   | Slovenië | 2   | 2 | 0 | 0 | 6   | 6  | 1  | +5  | Geplaatst voor het hoofdtoernooi. |   | —   | 2–1 | 4–0 |
| 2   | Georgië  | 2   | 1 | 0 | 1 | 3   | 6  | 4  | +2  |                                   |   | —   | —   | 5–2 |
| 3   | Armenië  | 2   | 0 | 0 | 2 | 0   | 2  | 9  | −7  |                                   | — | —   | —   |     |

### Groep 10
De wedstrijden werden gespeeld tussen 15 en 19 november 1994 in Israël.
| Pos | Team      | Wed | W | G | V | Ptn | DV | DT | +/− | Kwalificatie                      |   | GER | ISR | UKR |
| --- | --------- | --- | - | - | - | --- | -- | -- | --- | --------------------------------- | - | --- | --- | --- |
| 1   | Duitsland | 2   | 2 | 0 | 0 | 6   | 7  | 3  | +4  | Geplaatst voor het hoofdtoernooi. |   | —   | 3–1 | 4–2 |
| 2   | Israël    | 2   | 1 | 0 | 1 | 3   | 4  | 3  | +1  |                                   |   | —   | —   | 3–0 |
| 3   | Oekraïne  | 2   | 0 | 0 | 2 | 0   | 2  | 7  | −5  |                                   | — | —   | —   |     |

### Groep 11
De wedstrijden werden gespeeld tussen 4 en 8 oktober in Liechtenstein.
| Pos | Team          | Wed | W | G | V | Ptn | DV | DT | +/− | Kwalificatie                      |   | NOR | LTU | LIE |
| --- | ------------- | --- | - | - | - | --- | -- | -- | --- | --------------------------------- | - | --- | --- | --- |
| 1   | Noorwegen     | 2   | 2 | 0 | 0 | 6   | 7  | 0  | +7  | Geplaatst voor het hoofdtoernooi. |   | —   | 1–0 | 6–0 |
| 2   | Litouwen      | 2   | 1 | 0 | 1 | 3   | 1  | 1  | 0   |                                   |   | —   | —   | 1–0 |
| 3   | Liechtenstein | 2   | 0 | 0 | 2 | 0   | 0  | 7  | −7  |                                   | — | —   | —   |     |

### Groep 12
De wedstrijden werden gespeeld tussen 26 februari en 2 maart 1995 in Griekenland.
| Pos | Team        | Wed | W | G | V | Ptn | DV | DT | +/− | Kwalificatie                      |   | ENG | GRE | ROU |
| --- | ----------- | --- | - | - | - | --- | -- | -- | --- | --------------------------------- | - | --- | --- | --- |
| 1   | Engeland    | 2   | 2 | 0 | 0 | 6   | 7  | 2  | +5  | Geplaatst voor het hoofdtoernooi. |   | —   | 4–0 | 3–2 |
| 2   | Griekenland | 2   | 1 | 0 | 1 | 3   | 1  | 4  | −3  |                                   |   | —   | —   | 1–0 |
| 3   | Roemenië    | 2   | 0 | 0 | 2 | 0   | 2  | 4  | −2  |                                   | — | —   | —   |     |

### Groep 13
De wedstrijden werden gespeeld tussen 14 september 1994 en 8 maart 1995.
| Pos | Team        | Wed | W | G | V | Ptn | DV | DT | +/− | Kwalificatie                      |     | TUR | NED | BLR |
| --- | ----------- | --- | - | - | - | --- | -- | -- | --- | --------------------------------- | --- | --- | --- | --- |
| 1   | Turkije     | 4   | 3 | 0 | 1 | 9   | 8  | 4  | +4  | Geplaatst voor het hoofdtoernooi. |     | —   | 1–0 | 3–0 |
| 2   | Nederland   | 4   | 3 | 0 | 1 | 9   | 14 | 5  | +9  |                                   |     | 4–3 | —   | 8–1 |
| 3   | Wit-Rusland | 4   | 0 | 0 | 4 | 0   | 1  | 14 | −13 |                                   | 0–1 | 0–2 | —   |     |

### Groep 14
De wedstrijden werden gespeeld tussen 7 en 11 maart 1995 in Portugal.
| Pos | Team      | Wed | W | G | V | Ptn | DV | DT | +/− | Kwalificatie                      |   | POR | BUL | WAL |
| --- | --------- | --- | - | - | - | --- | -- | -- | --- | --------------------------------- | - | --- | --- | --- |
| 1   | Portugal  | 2   | 2 | 0 | 0 | 6   | 7  | 0  | +7  | Geplaatst voor het hoofdtoernooi. |   | —   | 1–0 | 6–0 |
| 2   | Bulgarije | 2   | 0 | 1 | 1 | 1   | 0  | 1  | −1  |                                   |   | —   | —   | 0–0 |
| 3   | Wales     | 2   | 0 | 1 | 1 | 1   | 0  | 6  | −6  |                                   | — | —   | —   |     |

### Groep 15
De wedstrijden werden gespeeld tussen 2 oktober 1994 en 11 maart 1995.
| Pos | Team      | Wed | W | G | V | Ptn | DV | DT | +/− | Kwalificatie                      |     | ITA | HUN | RUS |
| --- | --------- | --- | - | - | - | --- | -- | -- | --- | --------------------------------- | --- | --- | --- | --- |
| 1   | Italië    | 4   | 3 | 1 | 0 | 10  | 5  | 2  | +3  | Geplaatst voor het hoofdtoernooi. |     | —   | 2–1 | 1–0 |
| 2   | Hongarije | 4   | 1 | 1 | 2 | 4   | 7  | 7  | 0   |                                   |     | 1–1 | —   | 4–1 |
| 3   | Rusland   | 4   | 1 | 0 | 3 | 3   | 4  | 7  | −3  |                                   | 0–1 | 3–1 | —   |     |

Jeugd-EK's: onder 21 · onder 19       Jeugd-WK's: onder 20 · onder 17